# Élections législatives de 2007 en Midi-Pyrénées
La région Midi-Pyrénées est traditionnellement à gauche, c'est un bastion historique du radicalisme. D'ailleurs, le Conseil régional de Midi-Pyrénées est détenu par le Parti socialiste et, au 2e tour de l’élection présidentielle, Ségolène Royal est arrivée en tête dans la région avec plus de 53 % des voix.
Cependant, la région ne vote pas uniformément : l'Aveyron et le Tarn-et-Garonne sont plutôt acquis à la droite.

## Élus
| Département     | Circonscription | Député sortant        | Parti | Député élu ou réélu   | Parti |
| --------------- | --------------- | --------------------- | ----- | --------------------- | ----- |
| Ariège          | 1re             | Augustin Bonrepaux    | PS    | Augustin Bonrepaux    | PS    |
| Ariège          | 2e              | Henri Nayrou          | PS    | Henri Nayrou          | PS    |
| Aveyron         | 1re             | Yves Censi            | UMP   | Yves Censi            | UMP   |
| Aveyron         | 2e              | Serge Roques          | UMP   | Marie-Lou Marcel      | PS    |
| Aveyron         | 3e              | Jacques Godfrain      | UMP   | Alain Marc            | UMP   |
| Gers            | 1re             | Philippe Martin       | PS    | Philippe Martin       | PS    |
| Gers            | 2e              | Gérard Dubrac         | UMP   | Gisèle Biémouret      | PS    |
| Haute-Garonne   | 1re             | Bernadette Païx       | UMP   | Catherine Lemorton    | PS    |
| Haute-Garonne   | 2e              | Gérard Bapt           | PS    | Gérard Bapt           | PS    |
| Haute-Garonne   | 3e              | Pierre Cohen          | PS    | Pierre Cohen          | PS    |
| Haute-Garonne   | 4e              | Jean Diebold          | UMP   | Martine Martinel      | PS    |
| Haute-Garonne   | 5e              | Françoise Imbert      | PS    | Françoise Imbert      | PS    |
| Haute-Garonne   | 6e              | Hélène Mignon         | PS    | Monique Iborra        | PS    |
| Haute-Garonne   | 7e              | Patrick Lemasle       | PS    | Patrick Lemasle       | PS    |
| Haute-Garonne   | 8e              | Jean-Louis Idiart     | PS    | Jean-Louis Idiart     | PS    |
| Hautes-Pyrénées | 1re             | Pierre Forgues        | PS    | Pierre Forgues        | PS    |
| Hautes-Pyrénées | 2e              | Chantal Robin-Rodrigo | PRG   | Chantal Robin-Rodrigo | PRG   |
| Hautes-Pyrénées | 3e              | Jean Glavany          | PS    | Jean Glavany          | PS    |
| Lot             | 1re             | Michel Roumegoux      | UMP   | Dominique Orliac      | PRG   |
| Lot             | 2e              | Jean Launay           | PS    | Jean Launay           | PS    |
| Tarn            | 1re             | Paul Quilès           | PS    | Jacques Valax         | PS    |
| Tarn            | 2e              | Thierry Carcenac      | PS    | Thierry Carcenac      | PS    |
| Tarn            | 3e              | Philippe Folliot      | UDF   | Philippe Folliot      | DVD   |
| Tarn            | 4e              | Bernard Carayon       | UMP   | Bernard Carayon       | UMP   |
| Tarn-et-Garonne | 1re             | Brigitte Barèges      | UMP   | Brigitte Barèges      | UMP   |
| Tarn-et-Garonne | 2e              | Jacques Briat         | UMP   | Sylvia Pinel          | PRG   |

## Ariège(09)
L'Ariège comprend deux circonscriptions qui sont en règle générale acquises à un parti socialiste hégémonique dans ce département. Lors de l’élection présidentielle de 2007 Ségolène Royal a fait un des meilleurs score de France avec 59,56 % contre 40,44 % à Nicolas Sarkozy.
Pour les législatives de 2007, outre les forces politiques traditionnelles qui seront toutes représentées, ce département sera à surveiller pour une particularité : il y aura (au même titre que dans la Creuse) des listes d'extrême gauche sur tout le département, mais aussi une liste unitaire antilibérale sur les deux circonscriptions (EGAL 09).

### 1recirconscriptionde l'Ariège
Sortant : Augustin Bonrepaux (PS)

#### Résultats du premier tour
|  | Parti   | Candidat           | Voix   | % exprimés |
|  | ------- | ------------------ | ------ | ---------- |
|  | PS      | Frédérique Massat  | 15 823 | 44,66 %    |
|  | UMP     | Jacqueline Rouge   | 8 614  | 24,31 %    |
|  | EGAL 09 | Lyliane Cassan     | 2 419  | 6,83 %     |
|  | MoDem   | Patrick Pont       | 2 311  | 6,52 %     |
|  | LCR     | Denis Seel         | 1 274  | 3,60 %     |
|  | Verts   | Marc Saracino      | 1 174  | 3,31 %     |
|  | CPNT    | Jean-Luc Fernandez | 1 098  | 3,10 %     |
|  | FN      | Josette Zammit     | 948    | 2,68 %     |
|  | MPF     | José Serrano       | 752    | 2,12 %     |
|  | FA      | Sylvie Grizon      | 446    | 1,26 %     |
|  | LO      | Didier Soulet      | 243    | 0,69 %     |
|  | MNR     | Thierry Cuvillier  | 168    | 0,47 %     |
|  | PSLE    | Véronique Bucaille | 163    | 0,46 %     |

#### Résultats du second tour
|  | Parti | Candidat          | Voix   | % exprimés |
|  | ----- | ----------------- | ------ | ---------- |
|  | PS    | Frédérique Massat | 22 236 | 65,91 %    |
|  | UMP   | Jacqueline Rouge  | 11 500 | 34,09 %    |

### 2ecirconscriptionde l'Ariège
Sortant : Henri Nayrou (PS)

#### Résultats du premier tour
|  | Parti   | Candidat              | Voix   | % exprimés |
|  | ------- | --------------------- | ------ | ---------- |
|  | PS      | Henri Nayrou          | 15 997 | 43,00 %    |
|  | UMP     | Philippe Calleja      | 11 506 | 30,93 %    |
|  | EGAL 09 | Michel Naudy          | 2 025  | 5,44 %     |
|  | MoDem   | Caroline Couve        | 1 786  | 4,80 %     |
|  | FN      | Thérèse Aliot         | 1 233  | 3,31 %     |
|  | Verts   | Françoise Matricon    | 1 228  | 3,30 %     |
|  | LCR     | Marie-Angèle Claret   | 1 084  | 2,91 %     |
|  | CPNT    | Marie-José Darde      | 645    | 1,73 %     |
|  | MPF     | Chantal Clamer        | 485    | 1,30 %     |
|  | FA      | Véronique Rios-Rebaud | 346    | 0,93 %     |
|  | GE      | Raymond Chaumont      | 244    | 0,66 %     |
|  | LO      | Jacqueline Santi      | 221    | 0,59 %     |
|  | MNR     | Pascale Decla         | 157    | 0,42 %     |
|  | PSLE    | Françoise Hocquart    | 138    | 0,37 %     |
|  | PT      | Pierre Gueguen        | 105    | 0,28 %     |

#### Résultats du second tour
|  | Parti | Candidat         | Voix   | % exprimés |
|  | ----- | ---------------- | ------ | ---------- |
|  | PS    | Henri Nayrou     | 22 692 | 61,05 %    |
|  | UMP   | Philippe Calleja | 14 477 | 38,95 %    |

## Aveyron(12)
L'Aveyron est en principe acquise à la droite. Les trois députés sortants appartiennent à l'UMP. Cependant, au 2e tour de l’élection présidentielle, l'avance recueillie par Nicolas Sarkozy est faible (50,83 % contre 49,17 % à Ségolène Royal) si on la compare aux élections précédentes. Ségolène Royal est arrivée en tête dans les trois villes principales du département, Rodez, Villefranche-de-Rouergue et Millau, pourtant détenues par l'UMP, ainsi que dans la 2e circonscription. Certains changements dans le département sont donc possibles, d'autant que l'UMP part divisée dans la 1re circonscription, et que les bons scores de François Bayrou dans le département laissent présager la tenue de triangulaires au 2e tour.

### 1recirconscription
Sortant : Yves Censi (UMP)

#### Résultats du premier tour
|  | Parti     | Candidat               | Voix   | % exprimés |
|  | --------- | ---------------------- | ------ | ---------- |
|  | UMP       | Yves Censi             | 17 414 | 35,15 %    |
|  | PS        | Christian Teyssèdre    | 14 409 | 29,08 %    |
|  | diss. UMP | Thierry Puech          | 6 535  | 13,19 %    |
|  | MoDem     | Maïté Laur             | 5 519  | 11,14 %    |
|  | Verts     | Marie Claude Carlin    | 1 359  | 2,74 %     |
|  | FN        | Jean-Léon Miquel       | 975    | 1,97 %     |
|  | LCR       | Marie-Cécile Périllat  | 934    | 1,89 %     |
|  | PCF       | Sylvie Foulquier       | 741    | 1,50 %     |
|  | CPNT      | Jean-Robert Evesque    | 641    | 1,29 %     |
|  | MEI       | Claire-Marie Garboulin | 388    | 0,78 %     |
|  | FA        | Ingrid Lebeau          | 282    | 0,57 %     |
|  | LO        | Arlette Saint-Avit     | 217    | 0,44 %     |
|  | MNR       | Nicolle Le Marchand    | 129    | 0,26 %     |

#### Résultats du second tour
|  | Parti | Candidat            | Voix   | % exprimés |
|  | ----- | ------------------- | ------ | ---------- |
|  | UMP   | Yves Censi          | 26 085 | 53,31 %    |
|  | PS    | Christian Teyssèdre | 22 846 | 46,69 %    |

### 2ecirconscription
Sortant : Serge Roques (UMP)

#### Résultats du premier tour
|  | Parti                  | Candidat               | Voix   | % exprimés |
|  | ---------------------- | ---------------------- | ------ | ---------- |
|  | UMP                    | Serge Roques           | 19 036 | 40,52 %    |
|  | PS                     | Marie-Lou Marcel       | 10 136 | 21,57 %    |
|  | PRG                    | Sophie Renac           | 4 833  | 10,29 %    |
|  | MoDem                  | Jean-Louis Cance       | 3 981  | 8,47 %     |
|  | DVG                    | Jean-Pierre Pouzoulet  | 2 751  | 5,86 %     |
|  | LCR                    | Jean-Luc Vernhes       | 1 548  | 3,29 %     |
|  | CAL-PCF                | Denis Gruszka          | 1 403  | 2,99 %     |
|  | FN                     | Suzanne Rattel-Sattler | 922    | 1,96 %     |
|  | Le Trèfle              | Carine Aubril          | 682    | 1,45 %     |
|  | CPNT                   | Jean-Yves Calmettes    | 636    | 1,35 %     |
|  | PO\|Monique Frayssinet | 431                    | 0,92 % |            |
|  | FA                     | Jacques Antonin        | 350    | 0,74 %     |
|  | LO                     | Marie Humbert          | 273    | 0,58 %     |
|  | MNR                    | Edouard Desmarets      | 0      | 0,00 %     |

#### Résultats du second tour
|  | Parti | Candidat         | Voix   | % exprimés |
|  | ----- | ---------------- | ------ | ---------- |
|  | PS    | Marie-Lou Marcel | 24 139 | 50,61 %    |
|  | UMP   | Serge Roques     | 23 554 | 49,39 %    |

### 3ecirconscription
Sortant : Jacques Godfrain (UMP)

#### Résultats du premier tour
|  | Parti     | Candidat               | Voix   | % exprimés |
|  | --------- | ---------------------- | ------ | ---------- |
|  | UMP       | Alain Marc             | 23 883 | 49,50 %    |
|  | PS        | Béatrice Marre         | 13 032 | 27,01 %    |
|  | MoDem     | Hugues Robert          | 3 028  | 6,28 %     |
|  | LCR       | Inaki Aranceta         | 1 617  | 3,35 %     |
|  | PCF       | Martine Perez          | 1 453  | 3,01 %     |
|  | Verts     | Yves Frémion           | 1 437  | 2,98 %     |
|  | FN        | Michel Dorlin          | 1 320  | 2,74 %     |
|  | CPNT      | Simone Evesque-Herant  | 1 163  | 2,41 %     |
|  | Le Trèfle | Marie-Joëlle Aubril    | 519    | 1,08 %     |
|  | FA        | Isabelle Marit-Antonin | 479    | 0,99 %     |
|  | LO        | Bernard Combes         | 318    | 0,66 %     |

#### Résultats du second tour
|  | Parti | Candidat       | Voix   | % exprimés |
|  | ----- | -------------- | ------ | ---------- |
|  | UMP   | Alain Marc     | 27 350 | 57,67 %    |
|  | PS    | Béatrice Marre | 20 071 | 42,33 %    |

## Gers(32)

### 1recirconscription
Sortant : Philippe Martin - (PS)

#### Résultats du premier tour
|  | Parti                                           | Candidat                     | Voix   | % exprimés |
|  | ----------------------------------------------- | ---------------------------- | ------ | ---------- |
|  | PS                                              | Philippe Martin              | 19 912 | 42,18 %    |
|  | UMP                                             | Anne-Marie Mouchet           | 14 829 | 31,41 %    |
|  | MoDem                                           | Daniel Gesta                 | 4 591  | 9,72 %     |
|  | PCF                                             | Maurice Salles               | 1 860  | 3,94 %     |
|  | FN                                              | Micheline Gennesson          | 1 207  | 2,56 %     |
|  | Verts                                           | Fatma Adda                   | 1 123  | 2,38 %     |
|  | LCR                                             | Marc Carponcy                | 920    | 1,95 %     |
|  | MPF                                             | Marie-Catherine De Lamaestre | 794    | 1,68 %     |
|  | Solidarité, écologie, gauche alternative (SEGA) | Jean Falco                   | 728    | 1,54 %     |
|  | GE                                              | Renée Collgros               | 394    | 0,83 %     |
|  | FA                                              | Jean Clercmidy               | 285    | 0,60 %     |
|  | LO                                              | Clotilde Barthélémy          | 238    | 0,50 %     |
|  | AL                                              | Douce de Franclieu           | 180    | 0,38 %     |
|  | PSLE                                            | Jean-Jacques Flambard        | 151    | 0,32 %     |

#### Résultats du second tour
|  | Parti | Candidat           | Voix   | % exprimés |
|  | ----- | ------------------ | ------ | ---------- |
|  | PS    | Philippe Martin    | 28 286 | 58,89 %    |
|  | UMP   | Anne-Marie Mouchet | 19 746 | 41,11 %    |

### 2ecirconscription
Sortant : Gérard Dubrac - (UMP)

#### Résultats du premier tour
|  | Parti                                           | Candidat               | Voix   | % exprimés |
|  | ----------------------------------------------- | ---------------------- | ------ | ---------- |
|  | UMP                                             | Gérard Dubrac          | 17 276 | 38,00 %    |
|  | PS                                              | Gisèle Biémouret       | 11 818 | 25,99 %    |
|  | PRG                                             | Raymond Vall           | 4 173  | 9,18 %     |
|  | MoDem                                           | Victoire Crispel       | 3 485  | 7,67 %     |
|  | FN                                              | Jean De Preaudet       | 1 462  | 3,22 %     |
|  | PCF                                             | Maryse Dellac          | 1 383  | 3,04 %     |
|  | CPNT                                            | Christian Touhe-Rumeau | 1 142  | 2,51 %     |
|  | Verts                                           | Alain Cheymol          | 1 105  | 2,43 %     |
|  | CNIP                                            | Pierre Dulong          | 1 042  | 2,29 %     |
|  | LCR                                             | Janine Lasserre        | 939    | 2,07 %     |
|  | MPF                                             | Daniel Begue           | 529    | 1,16 %     |
|  | Solidarité, écologie, gauche alternative (SEGA) | Nicole Jullian         | 334    | 0,73 %     |
|  | FA                                              | Véronique Guin         | 321    | 0,71 %     |
|  | LO                                              | Marie-Michèle Viau     | 263    | 0,58 %     |
|  | PO                                              | Blandine Terrain       | 193    | 0,42 %     |

#### Résultats du second tour
|  | Parti | Candidat         | Voix   | % exprimés |
|  | ----- | ---------------- | ------ | ---------- |
|  | PS    | Gisèle Biémouret | 23 232 | 50,59 %    |
|  | UMP   | Gérard Dubrac    | 22 690 | 49,41 %    |

## Haute-Garonne(31)
La Haute-Garonne vote traditionnellement à gauche, aussi 6 députés sortants sur 8 sont-ils socialistes. Les deux seules circonscriptions détenues par la droite sont celles qui ne sont composées que de cantons de la ville de Toulouse. Cela dit, la droite n'est pas sûre de conserver ces deux sièges, d'autant qu'au 2e tour de l’élection présidentielle, Ségolène Royal est arrivée largement en tête dans toutes les circonscriptions, réalisant précisément ses meilleurs scores dans ces deux circonscriptions-là. Si la gauche parvenait à ravir la 1re circonscription, qui est traditionnellement celle des maires de Toulouse, et a été détenue par Pierre Baudis et Dominique Baudis avant de l'être par Philippe Douste-Blazy, il est clair que cela constituerait un événement politique important sur le plan local, en vue des prochaines élections municipales.

### 1recirconscription
Sortant : Philippe Douste-Blazy (UMP), remplacé par Bernadette Païx (UMP) après sa nomination au gouvernement

#### Résultats du premier tour
|  | Parti           | Candidat           | Voix   | % exprimés |
|  | --------------- | ------------------ | ------ | ---------- |
|  | UMP             | Jean-Luc Moudenc   | 15 152 | 37,44 %    |
|  | PS              | Catherine Lemorton | 12 758 | 31,53 %    |
|  | MoDem           | Jean-Luc Forget    | 3 869  | 9,56 %     |
|  | Verts           | Pierre Labeyrie    | 2 199  | 5,43 %     |
|  | GA2007          | Sylvie Lorthois    | 2 115  | 5,23 %     |
|  | FN              | Thierry Vialon     | 1 304  | 3,22 %     |
|  | LCR             | Frédéric Borras    | 1 275  | 3,15 %     |
|  | FA              | Michel Arteil      | 401    | 0,99 %     |
|  | Le Trèfle       | Wilfried Tourteau  | 306    | 0,76 %     |
|  | DLR             | Olivier Arsac      | 302    | 0,75 %     |
|  | LO              | Henri Martin       | 219    | 0,54 %     |
|  | MRC             | Olga Tricheux      | 203    | 0,50 %     |
|  | CPNT            | Christophe Damin   | 120    | 0,30 %     |
|  | PSP             | Rudi Sordes        | 108    | 0,27 %     |
|  | GM              | Christian Dancale  | 102    | 0,25 %     |
|  | SE              | Georges Clemenceau | 27     | 0,07 %     |
|  | Parti humaniste | Nicole Soprani     | 5      | 0,01 %     |
|  | RPIC            | Pascale Hillereau  | 0      | 0,00 %     |

#### Résultats du second tour
|  | Parti | Candidat           | Voix   | % exprimés |
|  | ----- | ------------------ | ------ | ---------- |
|  | PS    | Catherine Lemorton | 21 824 | 54,55 %    |
|  | UMP   | Jean-Luc Moudenc   | 18 186 | 45,45 %    |

### 2ecirconscription
Sortant : Gérard Bapt (PS)
- Élisabeth Podgorny (LO). Suppléant : Serge Laurens.
- Julien Terrié (LCR). Suppléant : Lucien Sanchez.
- Dominique Satgé-Sangely (Gauche populaire et antilibérale, soutenue par le PCF et les Collectifs antilibéraux). Suppléant : Charles Marziani, vice-président du Conseil régional de Midi-Pyrénées chargé des transports collectifs.
- Stéphane Coppey (Les Verts), conseiller municipal de Balma, secrétaire régional des Verts. Suppléante : Odile Verdure.
- Gérard Bapt (PS), député sortant, maire de Saint-Jean. Suppléant : Grégory Merelo.
- Roger Strobel (La France en action). Suppléant : Henri Boucher.
- Robert Raich (Parti humaniste)
- René Bickel (Rassemblement pour l'initiative citoyenne)
- Thierry Bertrand (UDF-MoDem), conseiller municipal de L'Union. Suppléante : Françoise Herregods.
- Maïthé Carsalade (PSLE), maire adjoint de Toulouse. Suppléant : Raphaël Quessada.
- Marcel Campels (CPNT). Suppléant : Louis Lagarde.
- Danièle Damin (UMP), conseillère régionale de Midi-Pyrénées, adjointe au maire de Toulouse. Suppléant : Jean-Louis Moyet, maire de Mons.
- David Salvador (MPF). Suppléante : Marie-Thérèse Barrière.
- Philippe Riey (FN), conseiller régional de Midi-Pyrénées. Suppléant : Marcel-Henri Volpelière, général.
- Gérard Couvert (sans étiquette, soutenu par DLR). Suppléant : Michel Lafarge.

### 3ecirconscription
Sortant : Pierre Cohen (PS)
- Michel Laserge (LO)
- Myriam Martin (LCR)
- Nathalie Faisans (PCF-Collectifs antilibéraux)
- Henri Arevalo (Les Verts)
- Pierre Cohen (PS)
- Cyrille Garcia (La France en action)
- Charles Urgell (UDF-MoDem)
- Christian Hernandez (CPNT)
- Françoise Baritel (Parti humaniste)
- Jean-Paul Cros (Centre national des indépendants et paysans)
- Marie-Claire Danem (UMP)
- Serge Laroze (FN)

### 4ecirconscription
Sortant : Jean Diebold (UMP)
- Robert Roig (LO)
- Marie Neuville (LCR)
- François Simon (Gauche alternative 2007)
- Monique Durrieu (PCF)
- Christian Etelin (Divers gauche)
- Danielle Charles (Les Verts)
- Joseph Carles (PRG)
- Thierry Cotelle (MRC)
- Martine Martinel (PS)
- André Gallego (UDF-MoDem)
- Marie-Laurence Gaillot (Parti blanc)
- Christophe Coudert (Parti humaniste)
- Fabrice Guin (La France en action)
- Jean Diebold (UMP)
- Philippe Rouzet (Alternative libérale)
- Michèle Guérin (FN)

### 5ecirconscription
Sortant : Françoise Imbert (PS)
- Michèle Puel (LO)
- Laurent Marty (LCR)
- Delio Menen (PCF-Collectifs antilibéraux)
- Georgette Sauvaire (Les Verts)
- Françoise Imbert (PS)
- Régis Decarite (Rassemblement pour l'initiative citoyenne)
- Aurore Bonifassi (Le Trèfle - Les Nouveaux écologistes homme-nature-animaux)
- Gilles Broquère (UDF-MoDem)
- Martine Susset (Cap21)
- Franck Plantey (Parti humaniste)
- Isabelle Jau-Bouscarel (CPNT)
- Grégoire Carneiro (UMP)
- Vanessa Delon (MPF)
- Josyan Bel (MNR)
- Charles Sœur (FN)
- Jean-Luc Leseac'h (la France en Action)

### 6ecirconscription
Sortant : Hélène Mignon (PS)
- Sandra Torremocha (LO)
- Marthe Niquel (LCR)
- Christine Rousse-Yahiaoui (Gauche alternative 2007, soutenue par Les Alternatifs, Les Alter-Ekolos, l'Alternative en Midi-Pyrénées, les Motivé-e-s, les communistes unitaires et des citoyens non encartés)
- Mohamed El Bachir (PCF)
- Marie Pince (Partit occitan, soutenue par Les Verts)
- Monique Iborra (PS)
- Elisabeth Husson (UDF-MoDem)
- Adeeb Mahmoud (MRC)
- Sylvie Rivière-Tomasi (Génération écologie)
- Olivier Lambeaux (MEI)
- Martine Tariol (CPNT)
- Jacqueline Escudié (La France en action)
- Françoise de Veyrinas (UMP)
- Jean-Marc Darricau (Debout la République)
- Sylvain Roques (MPF)
- Mariam Mandou (MNR)
- Artemisa Mariès (FN)

### 7ecirconscription
Sortant : Patrick Lemasle (PS)
- Patrick Bressolles (PT)
- Anne-Marie Laflorentie (LO)
- Jean-Michel Audouin (LCR)
- Marc Arellano (PCF)
- Khalid Oukziz (Gauche alternative 2007)
- Françoise Emery (Les Verts)
- Patrick Lemasle (PS)
- Marie-Hélène Godard (Le Trèfle - Les Nouveaux écologistes homme-nature-animaux)
- Pierre Prome (La France en action)
- Jean-Marie Fichot (Rassemblement pour l'initiative citoyenne)
- Éric Gautier (UDF-MoDem)
- Yolande Lamboley (CPNT)
- Olivier Gutierrez (Parti humaniste)
- Jean-Pierre Bastiani (UMP)
- Patricia Puertas (MPF)
- Christian Wacheux (MNR)
- Armand Delamarre (FN)

### 8ecirconscription
Sortant : Jean-Louis Idiart (PS)
- Martine Guiraud (LO)
- Katia Venco (LCR)
- Elsa Depouzier (Gauche alternative 2007)
- Corinne Marquerie (PCF)
- Michel Roux (Les verts, Partit occitan)
- Jean-Louis Idiart (PS)
- Josette Sarradet (PRG)
- Michel Lezerac (La France en action)
- Chantal Mondain (Le Trèfle - Les Nouveaux écologistes homme-nature-animaux)
- Claude Attard (Parti humaniste)
- Gérard Valette (CPNT)
- David Saforcada (France Bonapartiste)
- Jean-Bernard Castex (UDF-MoDem)
- Francoise Boulet (UMP, parti radical)
- Nadine Volochenko (FN)
- ... (Alliance patriotique/Mouvement national républicain)
- Philippe Bonnet Parti de la nation occitane - Les régionalistes

## Hautes-Pyrénées(65)
1re circonscription : (Sortant : Pierre Forgues (PS))
- Pierre Forgues (PS)
- Rolland Castells (mouvement démocrate)
- Christiane Fourcade (Front national)
- Cathy Chateau (Verts-Les verts)
- Erick Barrouquère-Theil (PCF)
- Christiane Alias (LCR)
- Monique Lamon (UMP)
- Sandrine Raffel (La France en action)
- Claire Cheminade (Parti social libéral européen)
- Maria Saez (Lutte ouvrière)
- Louise Garnier (MNR
- Thierry Delattre (Mouvement écologiste indépendant)
- Louis Lages (centre gauche)

2e circonscription : (Sortant : Chantal Robin-Rodrigo (PRG))
- Chantal Robin-Rodrigo (PRG)
- Jean Casteran (MoDem)
- Nicole Laborde (FN)
- Michèle Gaspalou (Les Verts)
- Dominique Fevre (MNR)
- Christian Zueras (LCR)
- Gérard Trémège (UMP)
- Robert Romanelli (la France en action)
- Brahim El batbouti (divers gauche)
- François Meunier (LO)
- Carole Barbe (PCF)
- Albert Danjau (MEI)

3e circonscription : (Sortant : Jean Glavany (PS))
- Pierre Rey (FN)
- Anne-Marie Fourcade (MoDem)
- Henri Lourdou (Les Verts)
- Lucette Salanie (MNR)
- Sylvie Benesty (LCR)
- Jean Glavany (PS)
- Catherine Broussot-Morin (PSLE)
- Vincent Combes (Lutte ouvrière)
- Christine Rabaud-Carrie (divers gauche)
- Marie-Pierre Vieu (PCF)

## Lot(46)
1re circonscription :
- Frédéric Vanderplancke - Alternative libérale
- Agnès Sindou-Faurie - UDF-MoDem
- Dominique Orliac - PS-PRG
- Michel Picard - Lutte ouvrière

## Tarn(81)
1re circonscription : Albi-Carmaux (Sortant : Paul Quilès)
- Roland Foissac (PCF - Gauche populaire et antilibérale)
- Jacques Valax (PS)
- Frédéric Esquevin (soutenu par UDF-MoDem)
- Jacqueline Bousquet Salmani (UMP)
- Claude Roelens-Dequidt (LCR)

2e circonscription : Albi-Gaillac-Graulhet (Sortant : Thierry Carcenac)
- Roxana Farina Concha (PCF - Gauche populaire et antilibérale)
- Thierry Carcenac (PS)
- Laurence Pujol (UDF-MoDem)
- Catherine Reveillon (UMP)
- Danièle Wargnies (LCR)

3e circonscription : Castres-Montagne (Sortant : Philippe Folliot (apparenté UDF-MoDem))
- Philippe Guerineau (PCF - Gauche populaire et antilibérale)
- Aude Raynaud (PRG, soutenue par le PS)
- Philippe Folliot (apparenté UDF-MoDem, soutenu par l'UMP)
- Yann Puech (LCR)

4e circonscription : Mazamet-Lavaur (Sortant : Bernard Carayon (UMP))
- Monique Collange (PS)
- Anne Laperrouze (UDF-MoDem)
- Bernard Carayon (UMP)
- Marie Pierre Lesur (LCR)

## Tarn-et-Garonne(82)
1re circonscription :
- Geoffroy Gerdi - Alternative libérale
- Daniel Lacroze Marty - (La France en action)
- Robert Romanin - (LCR)
- Christelle Gibert -(CPNT)
- Hugues Bauchy - (PCF)
- Cumoura Pierre-Alain -(MPF)
- Roland Garrigues - (PS)
- Jacques Larroque - (UDF-Mouvement démocrate (France)
- Annie Tourenc - (parti occitan)
- Delphine Tantot -(FN)
- Marie Sautel - (INS)
- Jean-Claude Espinosa -(LO)
- Brigitte Barèges - (UMP)
- Annie Bonnefont - (Les Verts)

2e circonscription :
- Ludovic Andrieux - (MPF)
- Sylvie Benoit - (MNR)
- Jean-Marc Bouyer - (La France en action)
- Jacques Briat - (UMP)
- Laurence Carara - (LCR)
- Françoise Durand - (PCF)
- Alain Jean -(Les Verts)
- Jean-Yves Jouglar -(CPNT)
- Sylvia Pinel (PRG-PS-MRC)
- Valérie Rabassa - UDF-Mouvement démocrate (France)
- Françoise Ratsimba - (LO)
- Paulo Varela Da Veiga - (Génération écologie)
- Pierre Verdier - (FN)